# براندي شيرر
براندي شيرر (بالإنجليزية: Brandi Shearer)‏ هي ملحنة ومغنية مؤلفة ومغنية أمريكية، ولدت في 5 يونيو 1980 في أوريغون في الولايات المتحدة.

## وصلات خارجية
- الموقع الرسمي
- براندي شيرر على موقع ميوزك برينز (الإنجليزية)
- براندي شيرر على موقع أول ميوزيك (الإنجليزية)
- براندي شيرر على موقع ديسكوغز (الإنجليزية)